# Artemisia Geyser
Artemisia Geyser est un geyser de type « fontaine » situé dans le Upper Geyser Basin dans le parc national de Yellowstone dans le Wyoming aux États-Unis.
La couleur du bassin d’Artemisia fait de ce bassin l'un des plus beaux bassins de l’Upper Geyser Basin. Son nom est dû à la couleur de certaines parties du frittage entourant le geyser. Les personnes qui ont donné ce nom à ce geyser ont pensé que la couleur vert pâle-gris du frittage était similaire à la couleur de l'armoise (Artemisia).

## Géologie
Artemisia Geyser fait partie du groupe Cascade. Il entre en éruption pendant 15 à 25 minutes une ou deux fois par jour. L'eau atteint une hauteur de 9 mètres. Son bassin déborde silencieusement pendant plusieurs heures avant une éruption, mais ne donne aucun avertissement visible concernant une éruption imminente avant l'accroissement soudain du débordement qui marque le début de l'éruption. Les éruptions sont accompagnées d'un fort choc souterrain provoqué par l'effondrement des bulles de vapeur dans les canaux du geyser . 
Artemisia connaît également des éruptions mineures d'une durée d'environ 5 minutes. Ces éruptions mineures sont suivies par des éruptions majeures dans les six heures. Les éruptions mineures sont rares, des années pouvant s'écouler entre les épisodes d'éruptions mineures. 
En 2009, les intervalles entre les éruptions allaient de 9 à 36 heures, avec une moyenne de 18 heures et 43 minutes.

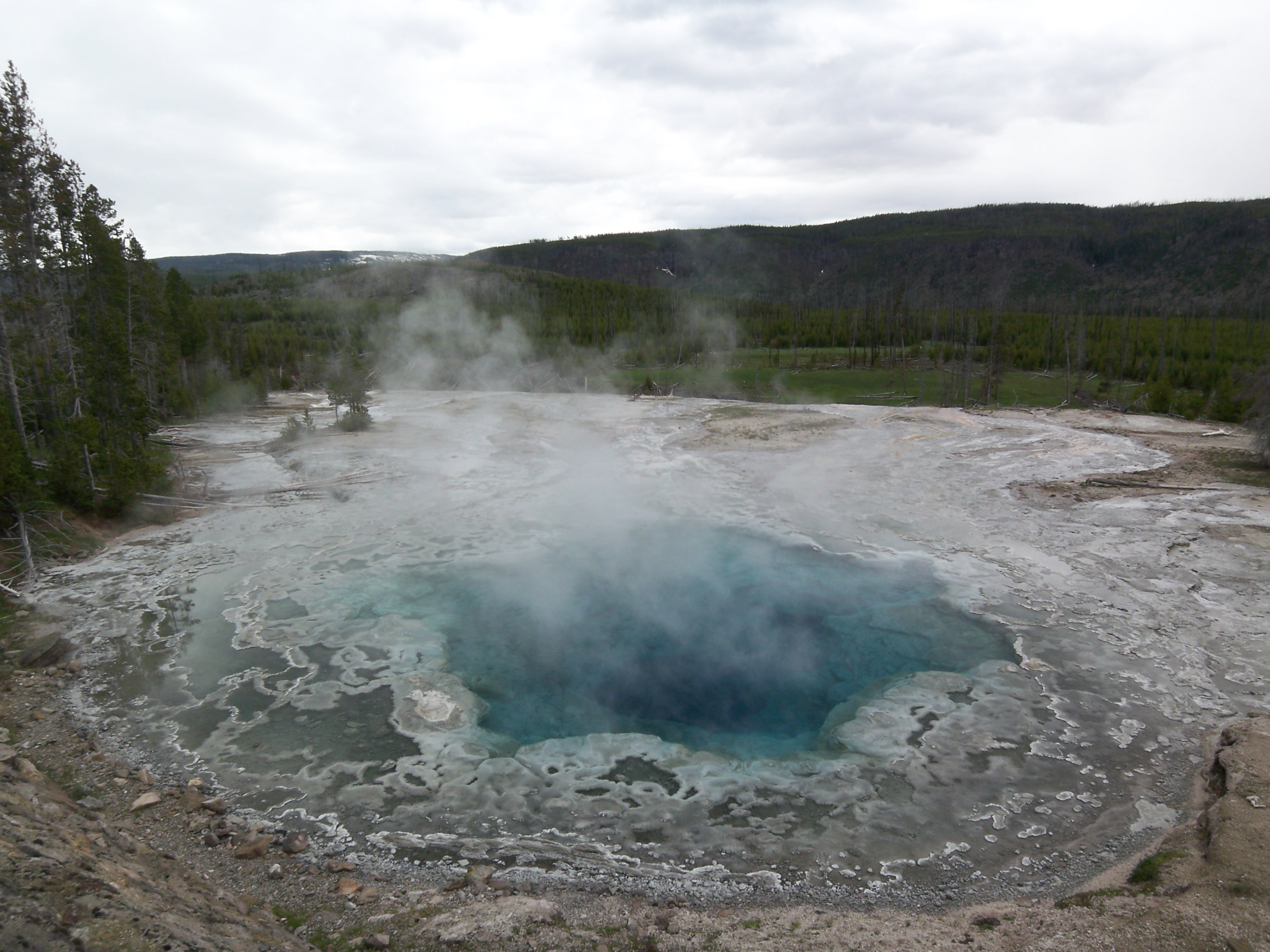
Artemisia et de la vapeur d'eau.
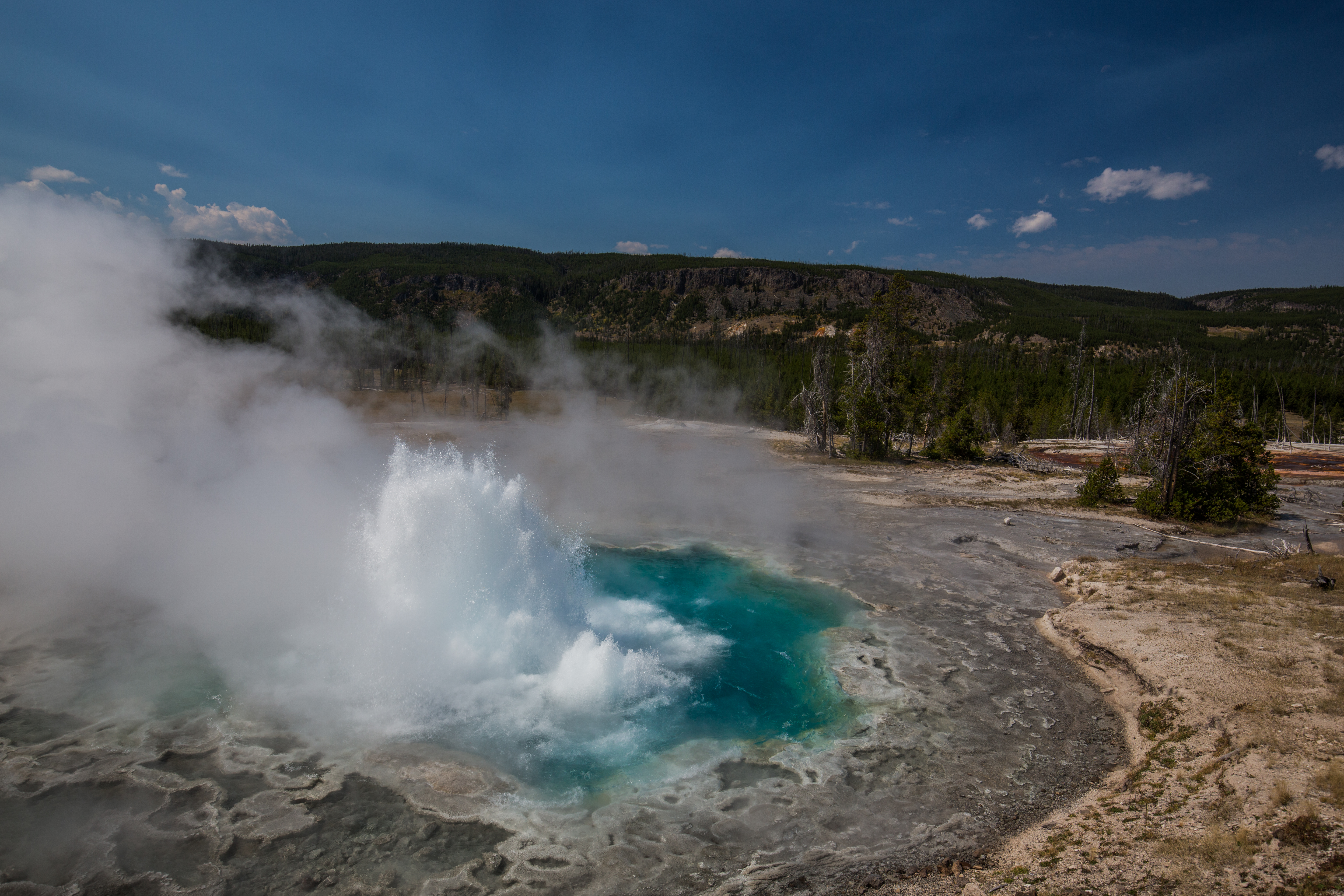
Artemisia pendant une éruption.
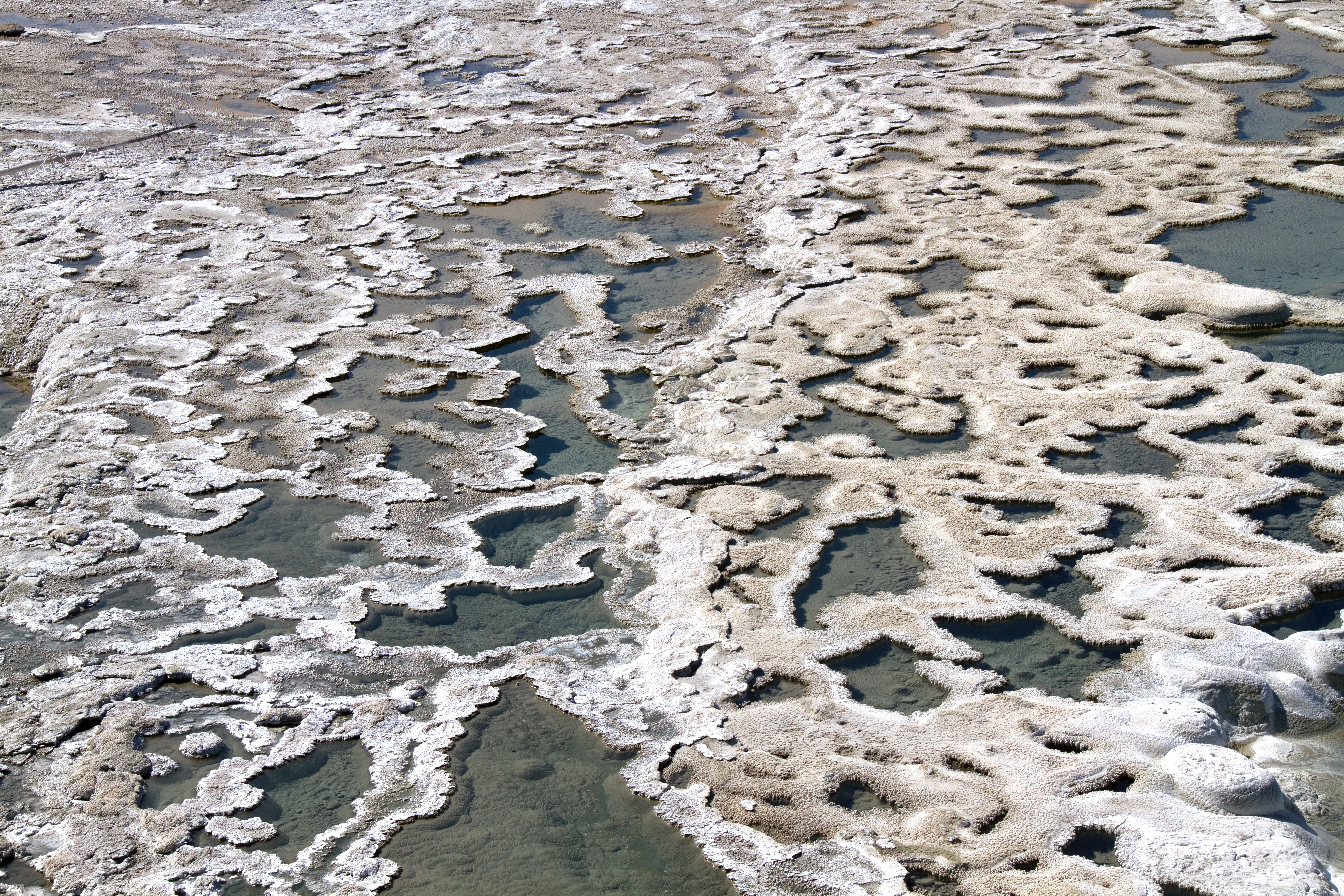
Bassins le long de Artemisia Trail.